# Соміллс (Північна Кароліна)
Соміллс (англ. Sawmills) — місто (англ. town) в США, в окрузі Колдвелл штату Північна Кароліна. Населення — 5020 осіб (2020).

## Географія
Соміллс розташований за координатами 35°49′6″ пн. ш. 81°28′36″ зх. д. / 35.81833° пн. ш. 81.47667° зх. д. (35.818329, -81.476675).  За даними Бюро перепису населення США в 2010 році місто мало площу 17,16 км², з яких 17,14 км² — суходіл та 0,02 км² — водойми.

## Демографія
Згідно з переписом 2010 року, у місті мешкало 5240 осіб у 2068 домогосподарствах у складі 1514 родин. Густота населення становила 305 осіб/км².  Було 2267 помешкань (132/км²).
Расовий склад населення:
| - 94,1 % — білих - 0,9 % — чорних або афроамериканців - 0,3 % — корінних американців - 0,2 % — азіатів - 2,8 % — осіб інших рас |

До двох чи більше рас належало 1,6 %. Частка іспаномовних становила 5,2 % від усіх жителів.
За віковим діапазоном населення розподілялося таким чином: 23,5 % — особи молодші 18 років, 63,2 % — особи у віці 18—64 років, 13,3 % — особи у віці 65 років та старші. Медіана віку мешканця становила 39,5 року. На 100 осіб жіночої статі у місті припадало 99,5 чоловіків;  на 100 жінок у віці від 18 років та старших — 97,8 чоловіків також старших 18 років.
Середній дохід на одне домашнє господарство  становив 46 845 доларів США (медіана — 37 601), а середній дохід на одну сім'ю — 54 487 доларів (медіана — 40 904). Медіана доходів становила 33 194 долари для чоловіків та 30 532 долари для жінок. За межею бідності перебувало 18,9 % осіб, у тому числі 23,6 % дітей у віці до 18 років та 4,5 % осіб у віці 65 років та старших.
Цивільне працевлаштоване населення становило 2194 особи. Основні галузі зайнятості: виробництво — 23,1 %, освіта, охорона здоров'я та соціальна допомога — 22,6 %, роздрібна торгівля — 14,5 %, мистецтво, розваги та відпочинок — 11,2 %.